# Jochen Hasenmayer

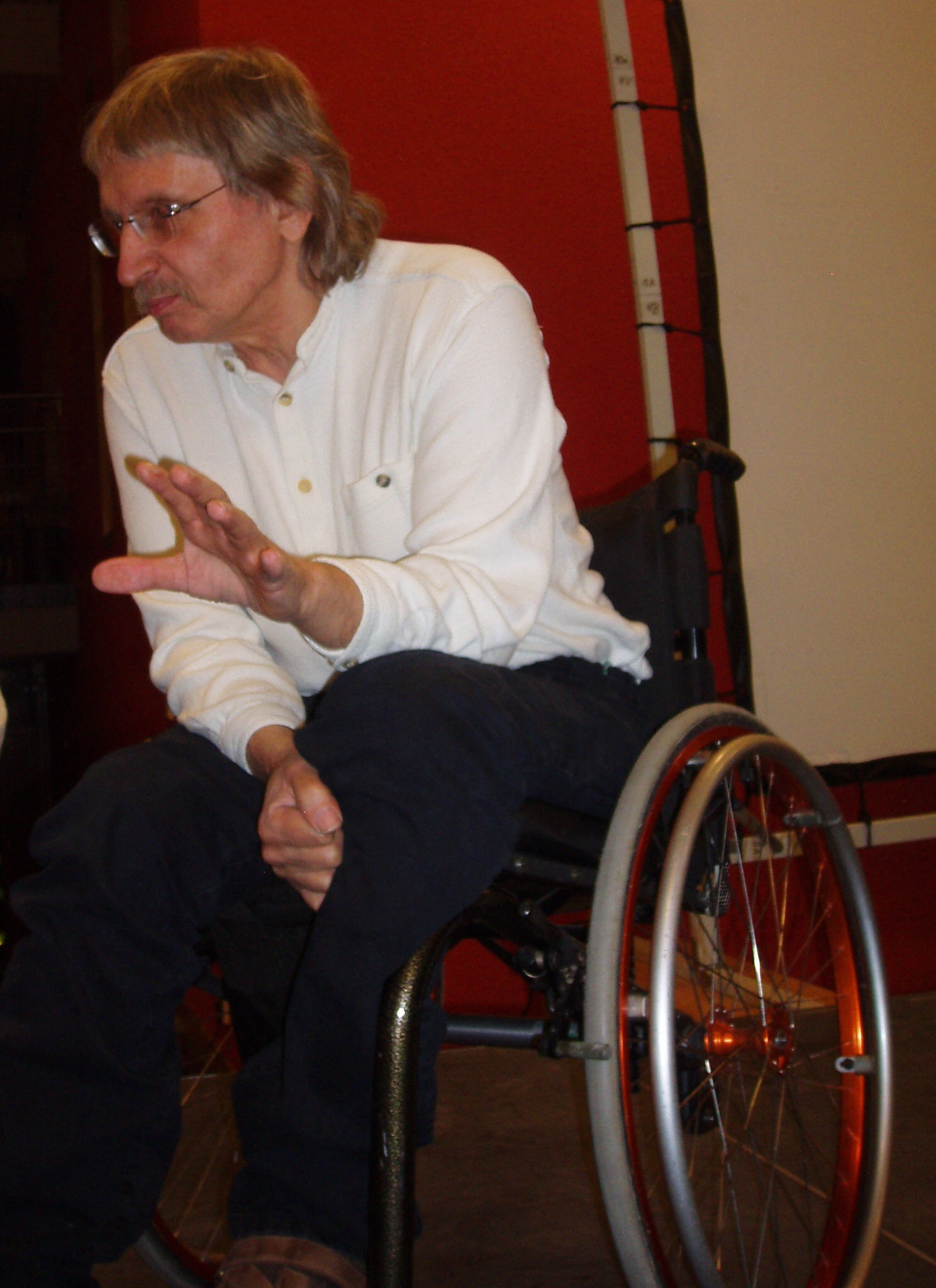
Jochen Hasenmayer im Jahr 2009

Jochen Hasenmayer (* 28. Oktober 1941 in Pforzheim) ist ein Höhlentaucher aus Birkenfeld in Baden-Württemberg, der durch seine spektakulären Tauchgänge immer wieder für Schlagzeilen sorgte.

## Höhlenforschung
Ab den 1960er Jahren betauchte er mehrere Karstquellen der Schwäbischen Alb in Süddeutschland, so die Wimsener Höhle, den Aachtopf, den Blautopf und die Falkensteiner Höhle. Bekannt wurde er 1985 vor allem durch die Entdeckung der ersten lufterfüllten Halle des Blautopfes, des Mörikedoms, nach etwa 1250 m (siehe auch Blautopfhöhle).
Dazu musste er in einem jahrzehntelangen Prozess die nötige Tauchtechnik entwickeln. Der als Sicherheitsfanatiker bekannte Höhlentaucher hat gleichzeitig auch das Alleintauchen beim Höhlentauchen eingeführt. Diese Praxis wird von manchen Höhlentauchern als sicherer empfunden, widerspricht aber den Grundregeln des normalen Tauchens.
Wegen fehlerhafter Tiefenmesser kehrte er 1989 nach einem Tauchgang im Bergsee Wolfgangsee (Österreich) zu schnell an die Wasseroberfläche zurück. Durch eine deshalb zu kurze Dekompression erlitt er Durchblutungsstörungen, seine Kollegen legten ihn jedoch umgehend in eine bereitstehende Druckkammer und konnten vorerst die Lähmung rückgängig machen. Allerdings senkten die Notärzte in den Krankenhäusern von Graz und Köln erneut den Druck zu schnell, so dass Hasenmayer heute querschnittgelähmt ist. Aus dem Unfall resultierte eine mehrjährige Pause der Erforschung der Blautopfhöhle. Mit dem Orgelbauer Konrad Gehringer entwickelte er später ein Plexiglas-Höhlen-U-Boot (Speleonaut), das er ab 1996 verwendete. Mit diesem Tauchboot unternahm er weitere Tauchgänge.

## Entdeckungen und Leistungen
1973 gelang es Jochen Hasenmayer in der Rinquelle, einer der größten Karstquellen Europas (Amden, Kanton St. Gallen, Schweiz), nach einer Tauchstrecke von 930 m in einem Nebengang aufzutauchen. Damit war die Rinquelle die damals längste bekannte Unterwasserhöhle.
1981 fuhr Jochen Hasenmayer in die Provence zur Quelle der Sorgue. Da seit 1974 Tauchgänge in der Quelle verboten waren, unternahm Hasenmayer am 21. September einen heimlichen Tauchgang mit 170 kg Tauchausrüstung und erreichte eine Tiefe von 142 m. Drei Wochen später überbot die Tauchgruppe der Fédération francaise d’études et sports sous-marins Hasenmayers Rekord mit einer Tauchtiefe von 153 m. Aber Hasenmayer verbesserte stetig seine Ausrüstung und schaffte es im September 1983 durch einen erneut ungenehmigten Alleingang – mit 400 kg Ausrüstung und nur begleitet von seiner Frau – in über 9 Stunden auf die Rekordmarke von 205 Metern abzutauchen. Mit diesem Tauchgang stellte er zu dieser Zeit einen Höhlentieftauchweltrekord auf.

## Theorie zur Verkarstung
Hasenmayer entwickelte anhand seiner Tauchgänge eine in der Lehrmeinung umstrittene Theorie zur Verkarstung Süddeutschlands. Nach dieser Theorie entstand die Blautopfhöhle bereits in der Kreidezeit und damit viel früher, als derzeit angenommen wird. Daher kann nach dieser Theorie die Blautopfhöhle nicht zum Ur-Donautal abgeflossen sein, dem heutigen Blautal. Daraus folgt, dass sie viel weiter südlich entwässert haben muss und in diesem Gebiet mit einer sehr tiefen Verkarstung zu rechnen ist. Da diese Höhlen tief genug wären, um Thermalwasser zu enthalten, könnten diese zur Gewinnung von Geowärme genutzt werden. Als Indiz wurde von Hasenmayer das Alter von Unterwasser-Tropfsteinen im hinteren Teil der Unterwasserhöhle mit mehreren Millionen Jahren angegeben, während die wissenschaftliche Untersuchung eines Tropfsteins ein Alter von deutlich unter 10.000 Jahren ergab. Einen Beweis für die Existenz dieser tiefen Höhlen gibt es bisher nicht.
1986 wurde Hasenmayers Theorie veröffentlicht. Sie stieß in der Fachwelt überwiegend auf Ablehnung. In der Öffentlichkeit ist dagegen die Faszination für die charismatische Persönlichkeit Hasenmayers noch ungebrochen, nicht zuletzt aufgrund der Berichterstattung in den Medien.

## Ehrungen
Jochen Hasenmayer wurde mit dem Verdienstkreuz am Bande des Verdienstordens der Bundesrepublik Deutschland ausgezeichnet.